# Cavalerii teutoni (roman)
Cavalerii teutoni (în poloneză Krzyżacy) este un roman din 1900 al scriitorului polonez Henryk Sienkiewicz.